# Zielony Ostrów
Zielony Ostrów (deutsch Bergenthal) ist ein Ort in der polnischen Woiwodschaft Ermland-Masuren und gehört zur Stadt-und-Land-Gemeinde Węgorzewo (Angerburg) im Powiat Węgorzewski (Kreis Angerburg).

## Geographische Lage
Zielony Ostrów liegt unmittelbar an der polnisch-russischen Staatsgrenze im Nordosten der Woiwodschaft Ermland-Masuren nördlich des Nordenburger Sees (polnisch Jezioro Oświn). Die frühere und heute auf russischem Staatsgebiet gelegene Kreisstadt Gerdauen (russisch Schelesnodoroschny) ist 17 Kilometer in nordwestlicher Richtung entfernt, die heutige Kreismetropole Węgorzewo (Angerburg) liegt 15 Kilometer südöstlich.

## Geschichte
Das frühere kleine Dorf Bergenthal ist in seiner Geschichte aufs Engste verbunden mit der – heute zu Russland gehörenden – und früheren Stadt Nordenburg (russisch Krylowo), die heute als Siedlung zur städtischen Gemeinde Schelesnodoroschny im Rajon Prawdinsk gehört und kaum mehr als nur einen Kilometer entfernt liegt. Bis 1945 gehörte sie zum Kreis Gerdauen im Regierungsbezirk Königsberg der preußischen Provinz Ostpreußen.
In Kriegsfolge kam 1945 die Stadt Nordenburg mit dem nördlichen Ostpreußen zur Sowjetunion, während Bergenthal mit dem südlichen Ostpreußen Polen zugeordnet wurde. Seither trägt der Ort die polnische Namensform „Zielony Ostrów“. Er ist heute eine Ortschaft innerhalb der Stadt-und-Land-Gemeinde Węgorzewo im Powiat Węgorzewski, vor 1998 der Woiwodschaft Suwałki, seither der Woiwodschaft Ermland-Masuren zugehörig.

## Kirche
Bergenthal war bis 1945 in die evangelische Kirche in Nordenburg (russisch Krylowo) in der Kirchenprovinz Ostpreußen der Kirche der Altpreußischen Union bzw. in die katholische Pfarrei St. Bruno in Insterburg (Tschernjachowsk) im Bistum Ermland eingepfarrt. Heute ist Zielony Ostrów Teil der katholischen Pfarrei St. Josef in Węgielsztyn (Engelstein) mit der nahegelegenen Filialkirche Perły (Perlswalde) im Bistum Ełk der Römisch-katholischen Kirche in Polen, bzw. der evangelischen Kirchengemeinde in Węgorzewo (Angerburg), einer Filialgemeinde der Pfarrei in Giżycko (Lötzen) in der Diözese Masuren der Evangelisch-Augsburgischen Kirche in Polen.

## Verkehr
Zielony Ostrów liegt sehr abseits an einer Nebenstraße, die von Pasternak (Waldhof) nach hier führt und bis 1945 unmittelbar in die Stadt Nordenburg (Krylowo) weiterverlief, jetzt aber an der Grenze endet. Eine Bahnanbindung besteht nicht.